# Los Mártires
Los Mártires est le 14e district situé au centre de Bogota (Colombie). Sa superficie est de 6,55 km2 et sa population de 95 541 habitants.